# Pseudalbiorix veracruzensis
Espèce
Synonymes
- Albiorix veracruzensis Hoff, 1945

Pseudalbiorix veracruzensis est une espèce de pseudoscorpions de la famille des Ideoroncidae.

## Distribution
Cette espèce se rencontre au Mexique au Veracruz et au Chiapas, au Guatemala et au Belize,.

## Description
Les mâles mesurent de 1,65 à 1,75 mm.
Les mâles mesurent de 1,81 à 1,95 mm et les femelles de 1,55 à 2,41 mm.

## Systématique et taxinomie
Cette espèce a été décrite sous le protonyme Albiorix veracruzensis par Hoff en 1945. Elle est placée dans le genre Pseudalbiorix par Harvey, Barba, Muchmore et Pérez en 2007.

## Étymologie
Son nom d'espèce, composé de veracruz et du suffixe latin -ensis, « qui vit dans, qui habite », lui a été donné en référence au lieu de sa découverte, le Veracruz.

## Publication originale
- Hoff, 1945 : The pseudoscorpion genus Albiorix Chamberlin. American Museum Novitates, vol. 1277, p. 1–12 (texte intégral).